# Otto Raible
Otto Raible SAC (* 27. November 1887 in Stuttgart, Deutschland; † 18. Juni 1966 ebenda) war ein deutscher Ordenspriester, Missionar und römisch-katholischer Bischof in Australien.

## Leben

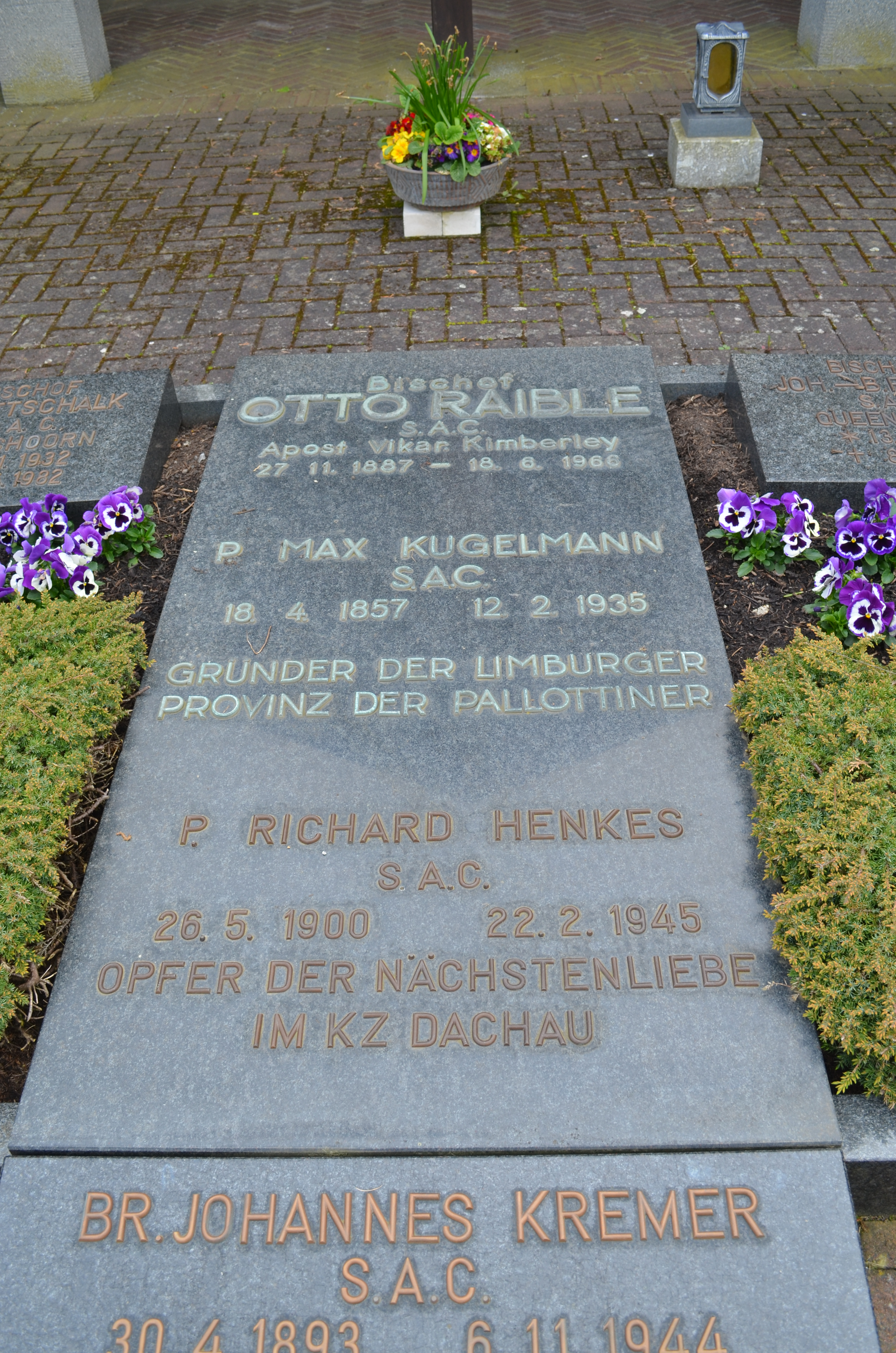
Grab von Otto Raible auf dem Pallottinerfriedhof Limburg

Otto Raible trat 1907 der Ordensgemeinschaft der Pallottiner bei. Am 9. Juli 1911 empfing er durch den Bischof von Limburg, Dominikus Willi OCist, das Sakrament der Priesterweihe.
1912 wurde er in die Mission nach Kamerun gesandt, kehrte aber aus gesundheitlichen Gründen bereits nach zwei Jahren zurück nach Deutschland. Während des Ersten Weltkriegs wirkte er am Militärkrankenhaus in Mainz und als Militärkaplan. Danach übernahm er Aufgaben in Freising in Bayern und in Trautenau (Trutnov) im Riesengebirge. 1928 wurde er vom Orden nach Western Australia gesandt.
Am 18. Januar 1928 ernannte ihn Papst Pius XI. zum Apostolischen Administrator von Kimberley in Western Australia. Am 18. Januar 1935 ernannte ihn Papst Pius XI. zum Apostolischen Vikar von Kimberley und Titularbischof von Anemurium. Der Bischof von Limburg, Antonius Hilfrich, spendete ihm am 4. August 1935 die Bischofsweihe; Mitkonsekratoren waren der Apostolische Vikar von Rabaul, Papua-Neuguinea, Gerard Vesters MSC, und der Weihbischof in Rottenburg, Franz Joseph Fischer.
Am 12. März 1958 nahm Papst Pius XII. seinen Rücktritt an. Er kehrte nach Deutschland zurück und lebte in Limburg an der Lahn und Stuttgart. 
Otto Raible nahm 1962 und 1963 an den beiden ersten Sitzungsperioden des Zweiten Vatikanischen Konzils teil. Er starb am 18. Juni 1966 in Stuttgart. Sein Grab befindet sich auf dem Pallottinerfriedhof Limburg.